# Danni Ashe

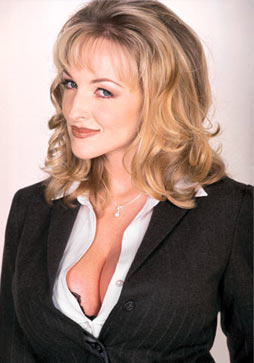
Danni Ashe

Danni Ashe, auch Dannielle Ashe, (* 16. Januar 1968 in Beaufort, South Carolina; bürgerlicher Name seit ihrer Heirat Leah Nicole Manzari) ist eine US-amerikanische Fotografin und Unternehmerin sowie frühere Softcore-Erotikdarstellerin.
Als Gründerin der Webseite Danni.com bzw. Danni’s Hard Drive, auf der sie zunächst ihr eigenes Bildmaterial bereitstellte, gilt sie als die Pionierin der Direktvermarktung von Pornografie über das Internet. Die amerikanische Jugendschutzkommission COPA bezeichnete sie 2000 als „eine sexy Mischung aus Horatio Alger, Gypsy Rose Lee und Bill Gates“. Im April 2006 wurde sie von der X-Rated Critics Organization in ihre Hall of Fame aufgenommen, im Januar 2013 ebenfalls von Adult Video News. Ashes Markenzeichen waren ihre großen natürlichen Brüste mit der Oberweite 32FF bei einer Körpergröße von 1,57 m.

## Frühe Karriere
Danni Ashe begann ihre Karriere, ohne einen High-School-Abschluss zu haben, im Alter von 17 Jahren als Stripperin in Seattle. Bei einem ihrer Auftritte traf sie Bert Manzari, der sie später heiratete und als Vizepräsident der US-weiten privaten Kino-Kette Landmark Theatres fungierte. Nach fünf Jahren zogen beide nach Los Angeles und Ashe begann, als Model für Männermagazine und Erotikvideos zu arbeiten.
Zudem arbeitete sie als reisende Stripperin und Tänzerin in verschiedenen Clubs der Vereinigten Staaten. In Jacksonville (Florida) wurde sie dabei Mitte 1994 vom Besitzer eines solchen Clubs zu Nackt-Auftritten und dem Verkauf von Nackt-Videos verleitet. Sie wusste allerdings nicht, dass dies nach dortiger Rechtslage illegal war. An einem der folgenden Abende wurde sie daher von 13 Zivilpolizisten beobachtet, fotografiert und auf frischer Tat verhaftet. Nach einigen Tagen Gefängnis in Sträflingskleidung wurde sie zwar gegen Zahlung einer Strafe von 50 Dollar in geliehenen Kleidern (ihre eigenen waren während der Aufbewahrung bei den Gefängnisaufsehern, die Ashe aus einschlägigen Magazinen kannten, verschwunden) wieder auf freien Fuß gesetzt. Die fehlende Unterstützung durch den Clubbesitzer und ihre Agentin hatten ihr jedoch zum wiederholten Mal bewusst gemacht, wie hilflos und abhängig von den Entscheidungen Fremder sie in diesem Job war, und sie beschloss, nach dieser für sie erniedrigenden Erfahrung auszusteigen.

## Internet-Karriere
Da sie danach viel Freizeit hatte, wandte sie sich Anfang 1995 dem Internet zu. Sie kaufte Software und einige Bücher und ging von zu Hause mit einem 2400-Baud-Modem online. Weil sie bereits gehört hatte, dass ihre Bilder und Videos in News-Gruppen wie alt.sex.breast und alt.sex.movies im Umlauf seien, besuchte sie sofort das Usenet und war von der textbasierten Kommunikation mit anderen Benutzern fasziniert. Allerdings stellte sie fest, dass die Benutzung eines graphischen Browsers bei ihr nicht zu funktionieren schien, denn beim Klicken auf die Links passierte offensichtlich nichts. Als ihr in den Newsgroups vorgeschlagen wurde, eine Website mit ihren eigenen Bildern aufzubauen, reagierte sie daher mit Skepsis und lehnte ab.
Eines Tages im Frühjahr 1995 kam ihr Mann nach Hause, installierte ein schnelleres Modem und zeigte ihr die neuen Webseiten seiner Kino-Kette. Erst da erkannte sie, dass ihre scheinbaren Browser-Probleme in Wirklichkeit auf die Restriktionen ihrer Hardware zurückzuführen waren. Unverzüglich engagierte sie zwei Programmierer, die ihr eine eigene Website einrichten sollten, und bot ihnen dafür die Hälfte der Beteiligung an allen von ihr generierten Einkünften. Die Programmierer zogen jedoch die Zahlung von 900 Dollar vor. Ashe war mit dem Ergebnis allerdings nicht zufrieden und beauftragte einen weiteren Programmierer. Auch mit dessen Arbeit war sie nicht viel zufriedener.
Vor einer Urlaubsreise auf die Bahamas kaufte sie sich deshalb zum Selbststudium das HTML Manual of Style von Larry Aronson sowie zur Inspiration das Buch Being Digital von Nicholas Negroponte. Nach ihrer Rückkehr vollendete sie die Programmierung nach ihren Vorstellungen dann selbst und ging mit ihrer kostenlosen Website danni.com im Juli 1995 probeweise online. Allerdings gab sie die Adresse vorläufig nur unter dem Siegel der Vertraulichkeit an Freunde weiter. Bei einer Reise mit ihrem Ehemann erhielt sie jedoch in New York ein Telegramm ihres Internet-Providers, dessen Server wegen des großen Ansturms auf danni.com abgeschaltet werden musste. Daraufhin zog Danni’s Hard Drive, wie die Site offiziell hieß, auf einen anderen, größeren Server um, der allerdings ebenfalls ständig überlaufen war und daher von Ashe zweideutig als ihre „hot box“ bezeichnet wurde. Als sie begann, einen Mitgliedsbereich einzurichten und dafür eine monatliche Gebühr von 9,95 Dollar von den Besuchern zu erheben, wählte sie für diesen Member-Bereich daher den Namen The HotBox. Mit 8.000 Dollar Startkapital gründete sie die Firma Danni.com Inc. Bis Mitte 1996 blieb sie die alleinige Webmasterin ihrer schnell wachsenden Site.
Während der ersten zwei Jahre ihres Bestehens war die Website eine der weltweit am häufigsten aufgerufenen und verursachte mehr Datenverkehr als ganz Mittelamerika. Der Erfolg gestattete es Ashe, nicht nur Softcore-Fotos und -Videoclips von sich selbst, sondern auch von anderen, meist vollbusigen Models (etwa Chloe Vevrier) zu produzieren und anzubieten. 1999 wechselte ihr Mann als Vizepräsident in ihre Firma. Ashe verdiente Millionen Dollar pro Jahr und schaffte es mit ihrem finanziellen Erfolg sogar auf das Titelblatt des Wall Street Journal. Sie trat als erfolgreiche Geschäftsfrau in Fernsehsendungen bei CBS, NBC und ABC auf. Im August 2000 wurde sie als Expertin zum Thema „Erotikvermarktung im Internet“ von der COPA Commission angehört, einer vom amerikanischen Kongress eingesetzten Kommission zum Jugendschutz. Im September 2000 verlieh ihr das Guinness-Buch der Rekorde den Titel in der (später nicht mehr geführten) Kategorie Most downloaded woman on the Internet (on a paying basis), wodurch Guinness den hartnäckig geführten Disput mit ihrer Rivalin Cindy Margolis um das Prädikat „Most downloaded woman on the Internet“ salomonisch durch Aufteilung in einen Titel für bezahlte und einen für unbezahlte Downloads beenden wollte. Im Dezember desselben Jahres bestätigte Guinness jedoch, dass Ashe als erster Mensch die Grenze von einer Milliarde Downloads erreicht habe.
2003 hatte Ashes Unternehmen 50 Vollzeitangestellte, ein 1500 m² großes Studio in Los Angeles und ein Archiv mit Hunderttausenden von Fotos und Videos mit einer Gesamtlänge von Tausenden von Stunden. 2004 verkaufte sie die Firma an John Morisano, der Layne Thrasher die Leitung übertrug. 2006 erwarb die Penthouse Media Group die ihr noch nicht gehörenden Teile des Unternehmens für 3 Millionen Dollar.
Ashe zog sich nach dem Verkauf ihrer Firma aus dem Erotik-Geschäft zurück und legte ihren Künstlernamen ab. Leah Manzari ist mittlerweile als Fotografin tätig und als solche Besitzerin der von ihr gegründeten Firma Manzari Photography in Sedona, Arizona.

## Ehrungen
- XRCO Award Hall of Fame (Aufnahme im April 2006)[13]
- AVN Hall of Fame (Aufnahme im Januar 2013)[14]